# Shorty Wanna Ride
"Shorty Wanna Ride" is de tweede single van Straight Outta Ca$hville, het debuutalbum van Amerikaanse rapper Young Buck.
De single is geproduceerd door Lil' Jon. In de video speelt actrice Malinda Williams de shorty waar Young Buck over rapt. Aan het eind van de video wordt het nummer "Stomp" afgespeeld. "Shorty Wanna Ride" haalde de 17e positie in de Billboard Hot 100.

## Hits
| Hitlijst             | Hoogste positie |
| -------------------- | --------------- |
| VS Billboard Hot 100 | 17              |